# 개스톤
개스톤(영어: Gaston)는 1991년 공개의 디즈니의 장편 애니메이션 영화 "미녀와 야수"의 디즈니 캐릭터. 본직의 디즈니 빌런.